# 광주효동초등학교
광주효동초등학교는 대한민국 광주광역시 북구 중흥동에 있는 공립 초등학교다.

## 학교 연혁
- 1929년 6월 5일 광산군 서방공립보통학교 개교(설립인가 2월 28일)
- 1938년 4월 1일 서방공립심상소학교로 개칭[1]
- 1941년 4월 1일 서방공립국민학교로 개칭[2]
- 1949년 12월 31일 서방국민학교로 개칭[3]
- 1956년 1월 20일 광주효동국민학교로 개칭(광주시 편입)
- 1965년 3월 1일 서산국민학교 분리
- 1971년 3월 1일 문화국민학교 분리
- 1980년 1월 20일 풍향국민학교 분리
- 1981년 5월 9일 우산국민학교 분리
- 1995년 3월 1일 병설유치원 개원
- 1996년 3월 1일 광주효동초등학교로 개칭[4]
- 1999년 11월 10일 학교 공개회 개최, 교사 재배치 공사 완료
- 2019년 1월 8일 제86회 졸업식(졸업생수 총수 30,203명)
- 2019년 9월 1일 제32대 이명숙 교장 취임
- 2020년 1월 7일 제87회 졸업식(졸업생수 총수 30,261명)
- 2021년 1월 8일 제88회 졸업식(졸업생수 총수 30,318명)
- 2021년 12월 24일 제89회 졸업식(졸업생수 총수 30,366명)

## 통학 구역
- 중흥2동 : 1통, 2통 3~6반, 5통~9통, 12통~14통
- 중흥3동 : 7통4반, 8통 1반 일부(12번지 제외), 8통 2반, 9통~11통
- 우산동 : 1통, 2통 1~5반, 6반 일부(271, 272, 277, 277-1, 278, 279, 280-1~3, 281, 282, 283, 435-3~4, 435-7, 436, 433-1, 423-3, 424-1, 426, 295-1~2, 296, 297, 294, 294-1, 275, 276-1, 284, 285, 286-2, 287-1~2, 288, 288-1~2, 288-4~5, 289번지 제외)

## 학교 상징
- 우리 학교 꽃 - 개나리 : 희망
- 우리 학교 나무 - 향나무 : 고상한 인품
- 우리 학교 색 - 노랑 : 평화

## 참고 자료
- 광주효동초등학교 - 한국교육학술정보원 학교알리미